# 水生カメムシ類
水生カメムシ類（すいせいカメムシるい）とは、カメムシ目カメムシ亜目に所属する昆虫のうち、水中、水面、水際など水環境に生息する種類の便宜上の総称である。分類学的にはタイコウチ下目、アメンボ下目、ミズギワカメムシ下目の3下目にまたがっており、あくまでも人為的なくくりである。タガメやタイコウチなど水生昆虫の中でも目立つものも多く、昆虫愛好者などに人気が高い。
なお、分類上の単位であるタイコウチ下目 Nepomorha の名称としても「水生カメムシ類」「水棲カメムシ類」「水生カメムシ群」などの用語が使用されることがあり、この場合は他の2下目は含まないため、同じ呼称でも指し示す範囲が異なることに注意が必要である。

## 特徴
水生カメムシ類には実にさまざまなものがあり、よく名を知られているものも多い。大型のものが多いのも目立つ理由であろうが、小型の種も多い。ほとんどは淡水産で、海産のものはほとんどアメンボ類にあるのみである。
肉食のものが多く、湿地性、水面のものは主として昆虫をねらう。水中性のものは他の水生昆虫や魚、オタマジャクシなどを餌としている。それらの種は、前脚が鎌状の捕獲装置になっている。また、口器は短く下向きに曲がる。口針を獲物に突き刺して麻痺毒を含む唾液を注入して仕留め、さらに消化酵素を含む唾液を獲物の体内に注入して体組織を体外消化し、体液と共に吸い込む。
中肢・後肢は遊泳用に発達するものが多い。
水中生活のものであっても、大部分は空気呼吸である。翅と胴体の隙間を空気ボンベとして使うものが多い。腹部末端を水面に出して空気を取り入れ、そのための長い付属突起をもつものもある。
卵は水面より上に産むものが多い。親が卵を守るものも知られている。

## 湿地性のもの
ミズギワカメムシ科池や川の、その名の通りに水際を歩き回って、昆虫などを捕食する。
メミズムシ科ミズギワカメムシを少し大きくした形。
アシブトメミズムシ科九州以南の海岸に産し、昼間は砂浜の草の間などに隠れている。夜間にゆっくりと動き、ダンゴムシなどを捕食。

## 水面に住むもの
アメンボ科アメンボ類。
イトアメンボ科ごく小型のナナフシに姿が似る。
カタビロアメンボ科2mm位のアメンボ。形はカメムシに似る。
ミズカメムシ科やや肢の長いカメムシという形態。水際の草の間の水面に。

## 水中性のもの
前脚が鎌になり、捕獲装置になっているもの。
コバンムシ科楕円形の体に鎌状の前肢、遊泳用の中肢・後肢をもつ、よく泳ぐ昆虫。
コバンムシ - 水草の多い池に生息。体長1cm。
コオイムシ科楕円形で偏平、鎌状の前肢を持ち、中・後肢は遊泳用。体の後端に短い呼吸管がある。
コオイムシ - 体長2cm。浅い池や湿地に多い。雌が雄の背中に産卵することからこの名がある。
タガメ - 体長6cmを超えるものもある。水際の草に産卵、雄がそれに覆いかぶさって保護する。
タイコウチ科中・後肢は遊泳にあまり特化していない。呼吸管が長い。
タイコウチ - 体長3-4cm。体は偏平で幅広い。
ミズカマキリ - 体長4cmを超える。体は細長い。
ナベブタムシ科体は円盤状、渓流に住み、完全に水中生活で、空気を取り入れることを必要としない。
それ以外のもの。
マツモムシ科体は円柱形に近い。後肢だけが大きく発達、背泳ぎで泳ぐ。
マツモムシ - 体長1.5cm。水面の下にぶら下がるようにして、落ちてくる虫を待っている。つかむとひどく刺される。
コマツモムシ - 体長7mm。水中の中ほどに群れをなして漂っている。
マルミズムシ科体は短い円筒形。体長2mm位で、水草につかまっており、泳ぐ時は背泳ぎになる。
タマミズムシ科体は半球形で頭部と前胸が融合する。体長2.5mm位で、泳ぐ時は背泳ぎになる。
ミズムシ科体長は1cmまで。体は楕円形でやや偏平。前肢は短い匙状、中肢はやや長く鉤状で、体を固定するのに用いられ、後肢がオール状に発達する。素早く泳いでは、泥底に体を固定する。この虫はフウセンムシと呼ばれ、子供のおもちゃになる。水槽に水と細かく切った紙を入れ、そこにこの虫をいれると、水底に向かって泳ぎ、底に沈んだ紙切れにつかまる。すると、紙切れは虫の浮力によって水面に浮き上がり、水面に達した虫は再び泳いで水底の紙につかまる。これの繰り返しによって、水中の紙が浮いたり沈んだりを繰り返すのを見て楽しむのである。

## 人間とのかかわり
タガメ、タイコウチなどは養魚場等では害虫とされる場合がある。刺すものもあるが、偶発的なものが多く、出会う機会は少ない。
タガメの一種であるタイワンタガメは東南アジアでは食用とされる。
これらの昆虫は、そのような実用的側面より子供のペットとして親しまれてきた。水辺での遊びでは、このような昆虫たちは注目の的であった。現在では、自然環境下でこれらを見る機会が減ったこともあり、ビオトープ施設では大事にされ、またマニアやコレクターのために販売されていることも多い。

## 水生カメムシの現状
現在では、これらの水生カメムシ類は、各地で減少し、絶滅に瀕しているものも少なくない。その理由は様々であるが、水回りの環境の悪化が大きな原因と思われる。
現在、日本で最も見ることが難しいのはカワムラナベブタムシとコバンムシだと思われる。カワムラナベブタムシは琵琶湖水系の固有種であるが、1960年代以降、生息が確認されていない。コバンムシは水草の多い、低地の池に生息していたものであり、埋め立てや開発による池の減少、周辺環境の悪化による池の富栄養化や汚染、あるいは周辺植生の単純化、ブラックバスの侵入などで激減し、極めて限られた場所でしか見ることができなくなっている。
水田では、1950年代（昭和20年代）頃まではタガメがごく普通に見られたが、1970年代（昭和40年代）には既に非常に少なくなり、タイコウチばかりが目立つようになる。1980年代以降では、それも非常に少なくなり、多くの場所ではミズカマキリが稀に見られる程度となった。このような水生カメムシの急激な減少は、農薬散布や周辺環境の変化、それにともなったカエルやメダカなどの餌動物の減少、さらにはオオクチバスやブルーギル、アライグマなどの肉食性特定外来生物による捕食などが大きく影響していると考えられている。また、ペット業者やその関係者などによる捕獲が多少なりとも影響を及ぼしている可能性もある。
ビオトープ池などのように、彼らの暮らしやすい環境を整えた場所では、ミズカマキリやタイコウチはすぐ繁殖するようになるが、タガメを見かける機会はやはり稀である。タガメのような大型種の場合、より広い範囲で十分な餌が得られる環境が必要であろう。

## 分類

### タイコウチ下目 NEPOMORPHA
触角が短く、背面からはほとんど見えない。
- ナベブタムシ科 Aphelocheiridae
- コオイムシ科 Belostomatidae
- ミズムシ科 Corixidae
- アシブトメミズムシ科 Gelastocoridae
- タマミズムシ科 Helotrephidae
- メミズムシ科 Ochteridae
- コバンムシ科 Naucoridae
- タイコウチ科 Nepidae
- マツモムシ科 Notonectidae
- マルミズムシ科 Pleidae

### アメンボ下目 GERROMORPHA
触角は長く上翅は半翅鞘にならず、腹部気門は10対。肢の爪間には褥板（じょくばん）がある。
- アメンボ科 Gerridae
- ケシミズカメムシ科 Hebridae
- サンゴアメンボ科 Hermatobatidae
- イトアメンボ科 Hydrometridae
- 和名不詳 Macroveliidae （南北アメリカに分布）
- ミズカメムシ科 Mesoveliidae （一部を別科Madeoveliidaeとして分ける場合もある）
- 和名不詳 Paraphrynoveliidae（南アフリカに分布）
- カタビロアメンボ科 Veliidae

### ミズギワカメムシ下目 LEPTOPODOMORPHA
触角は長く上翅は半翅鞘となり、腹部気門は通常8対。肢の爪間には褥板（じょくばん）がない。
- ミズギワカメムシ科 Saldidae
- サンゴカメムシ科 Omaniidae

この下目には他にLeotichidae（マレーシアの洞窟のコウモリ糞の中）とLeptopodidae（熱帯-亜熱帯の乾地）の2科があるが、これらは水生ではない。